# Castiarina adamsi
Castiarina adamsi es una especie de escarabajo del género Castiarina, familia Buprestidae. Fue descrita científicamente por Deuquet en 1957.